# Торосово (Ленинградская область)
То́росово (фин. Torosova) — деревня в Клопицком сельском поселении Волосовского района Ленинградской области.

## История
Обозначена на карте Ингерманландии А. И. Бергенгейма, составленной по материалам 1676 года, как деревня Doroskowa.
На шведской «Генеральной карте провинции Ингерманландии» 1704 года она упоминается также как Doroskowa.
Как деревня Доросва она обозначена на «Географическом чертеже Ижорской земли» Адриана Шонбека 1705 года.
Согласно 8-й ревизии 1833 года мыза Тарасово с деревнями принадлежала жене тайного советника Е. Я. Икскуль.
Деревня Торосова, состоящая из 25 крестьянских дворов, обозначена на карте Санкт-Петербургской губернии Ф. Ф. Шуберта 1834 года.

ТОРОСОВО — деревня принадлежит тайной советнице баронессе Икскуль, число жителей по ревизии: 71 м. п., 72 ж. п. (1838 год)

На карте Ф. Ф. Шуберта 1844 года и С. С. Куторги 1852 года обозначена деревня Торосова, состоящая из 33 дворов.
На этнографической карте Санкт-Петербургской губернии П. И. Кёппена 1849 года она обозначена как деревня «Torossowa», расположенная в ареале расселения савакотов. В пояснительном тексте к этнографической карте она записана как деревня Torossowa (Doroschowa, Торосово) и указано количество её жителей на 1848 год: савакотов — 59 м. п., 68 ж. п., всего 127 человек.

ТОРОСОВО — деревня бар. Врангеля, по просёлочной дороге, число дворов — 22, число душ — 56 м. п. (1856 год)

Согласно 10-й ревизии 1856 года мыза и деревня Торосово Губаницкой волости Петергофского уезда принадлежали статскому советнику Егору Ермолаевичу Врангелю.

ТОРАГОВО — деревня и мыза владельческие при колодцах и прудах, число дворов — 22, число жителей: 58 м. п., 52 ж. п. (1862 год)

В 1870-е годы на окраине деревни Торосово генерал-лейтенантом бароном Михаилом Егоровичем Врангелем была построена усадьба в стиле английской готики, в настоящее время представляющая собой руины.
В 1881 году временнообязанные крестьяне деревни выкупили свои земельные наделы у барона М. Г. Врангеля и стали собственниками земли.
В 1882 году в деревне проживало 28 питомцев Воспитательного дома (15 % всего населения).

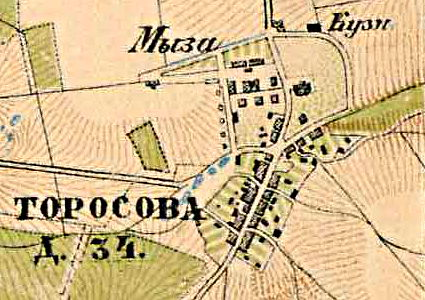
План деревни Торосово. 1885 год

В 1885 году деревня Торосова насчитывала 34 крестьянских двора и кузницу. Смежно с деревней располагалась мыза Врангелей.
Согласно материалам по статистике народного хозяйства Петергофского уезда 1887 года мызы Торосово и Горки общей площадью 2077 десятин принадлежали барону А. Е. Врангелю, они были приобретены до 1868 года. Работали кузница, кирпичный и известковый заводы.
В конце XIX века деревня административно относилась к Губаницкой волости 1-го стана Петергофского уезда Санкт-Петербургской губернии, в начале XX века — 2-го стана. Население деревни было исключительно финским.
По данным «Памятной книжки Санкт-Петербургской губернии» за 1905 год мызы Торосово и Горки общей площадью 2076 десятин принадлежали барону Михаилу Егоровичу Врангелю.
К 1913 году количество дворов в деревне Торосово уменьшилось до 29.
После Октябрьской революции в усадьбе располагались библиотека и сельский клуб. В деревне был организован мясомолочный совхоз.
С 1917 по 1922 год деревня Торосово входила в состав Торосовского сельсовета Губаницкой волости Петергофского уезда.
С 1922 года в составе Губаницкого сельсовета.
С 1923 года в составе Троцкого уезда.
С февраля 1924 года в составе Венгиссаровской волости. Совхоз «Торосово» получил статус племенного хозяйства и задание оказывать помощь племенным молодняком соседним хозяйствам.
В 1925 году в совхоз «Торосово» пришли первые трактора Коломенского завода.
Согласно данным переписи населения СССР 1926 года в деревне Торосово Губаницкого сельсовета Губаницкой волости проживали 232 человека — большинство финны-ингерманландцы, а также русские и немцы.
С августа 1927 года в составе Волосовского района.
В 1928 году население деревни Торосово также составляло 232 человека.

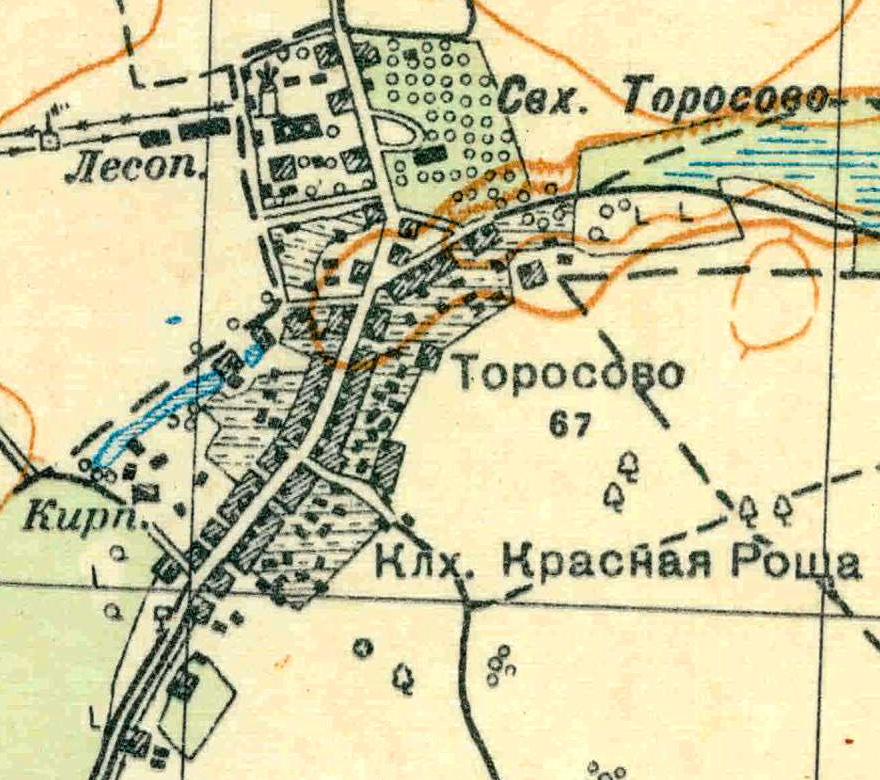
План деревни Торосово. 1931 год

Согласно топографической карте 1931 года деревня насчитывала 67 дворов, в деревне был организован совхоз Торосово и колхоз Красная Роща.
По административным данным 1933 года деревня Торосово входила в состав Губаницкого сельсовета Волосовского района.
В 1940 году совхоз «Торосово» был награждён орденом Ленина. В совхозном стаде насчитывалось более 300 коров голштино-остфризской породы.
C 1 августа 1941 года по 31 декабря 1943 года деревня находилась в оккупации. В годы Второй мировой войны в окрестностях населённого пункта находился аэродром 202-го авиаполка.
С 1963 года в составе Кингисеппского района.
С 1965 года вновь в составе Волосовского района. В 1965 году население деревни Торосово составляло 565 человек.
По данным 1966, 1973 и 1990 годов деревня Торосово также входила в состав Губаницкого сельсовета. В деревне располагалась центральная усадьба совхоза «Торосово».
В 1997 году в деревне проживали 1529 человек, в 2002 году — 1402 человека (русские — 90 %), в 2007 году — 1440.
В мае 2019 года Губаницкое и Сельцовское сельские поселения вошли в состав Клопицкого сельского поселения.

## География
Деревня расположена в северо-восточной части района на автодороге 41К-013 (Жабино — Вересть) в месте примыкания к ней автодороги 41К-353 (Торосово — Курголово).
Расстояние до административного центра поселения — 3 км.
Расстояние до ближайшей железнодорожной станции Волосово — 9 км.

## Демография
| 1862 | 2002  | 2007  | 2010  | 2017  |
| ---- | ----- | ----- | ----- | ----- |
| 110  | ↗1402 | ↗1440 | ↗1512 | ↗1521 |

### Национальный состав
Согласно данным Всероссийской переписи населения 2021 года в деревне проживали 1489 человек, из них:
 русские — 1389 (казаки — 4), украинцы — 19, узбеки — 14, белорусы — 11, армяне — 8, таджики — 7, молдаване — 4, финны — 4, мордва — 3, грузины — 2, корейцы — 2, вепсы — 1, казахи — 1, литовцы — 1, немцы — 1, татары — 1, другие национальности — 5 человек, остальные национальность не указали.

## Достопримечательности
- Близ деревни находится курганно-жальничный могильник XI—XIV веков[39].
- Заброшенная усадьба  Врангелей (развалины баронского особняка и парк начинаются во дворе местной администрации)[40].

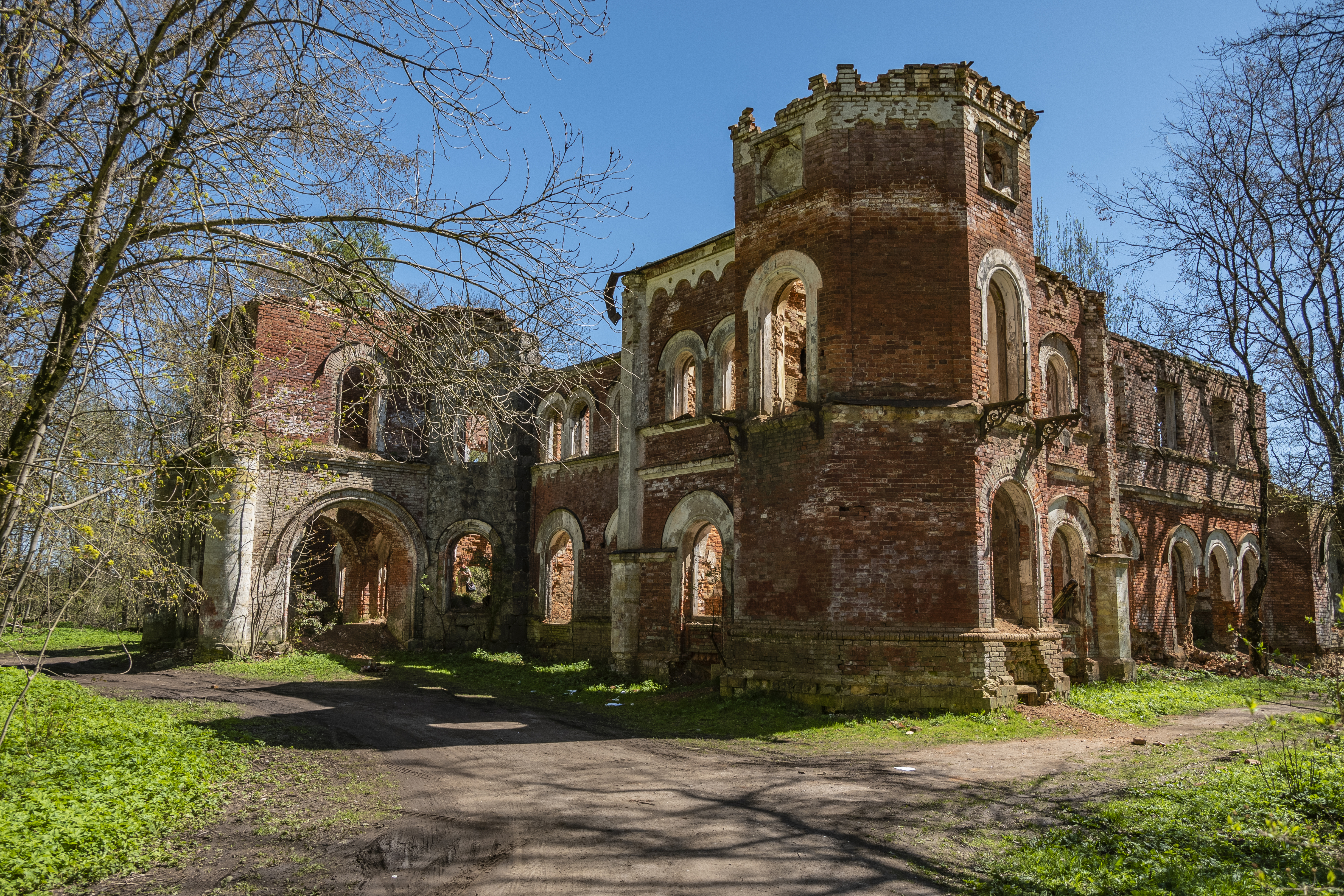
Усадебный дом Врангелей в Торосово
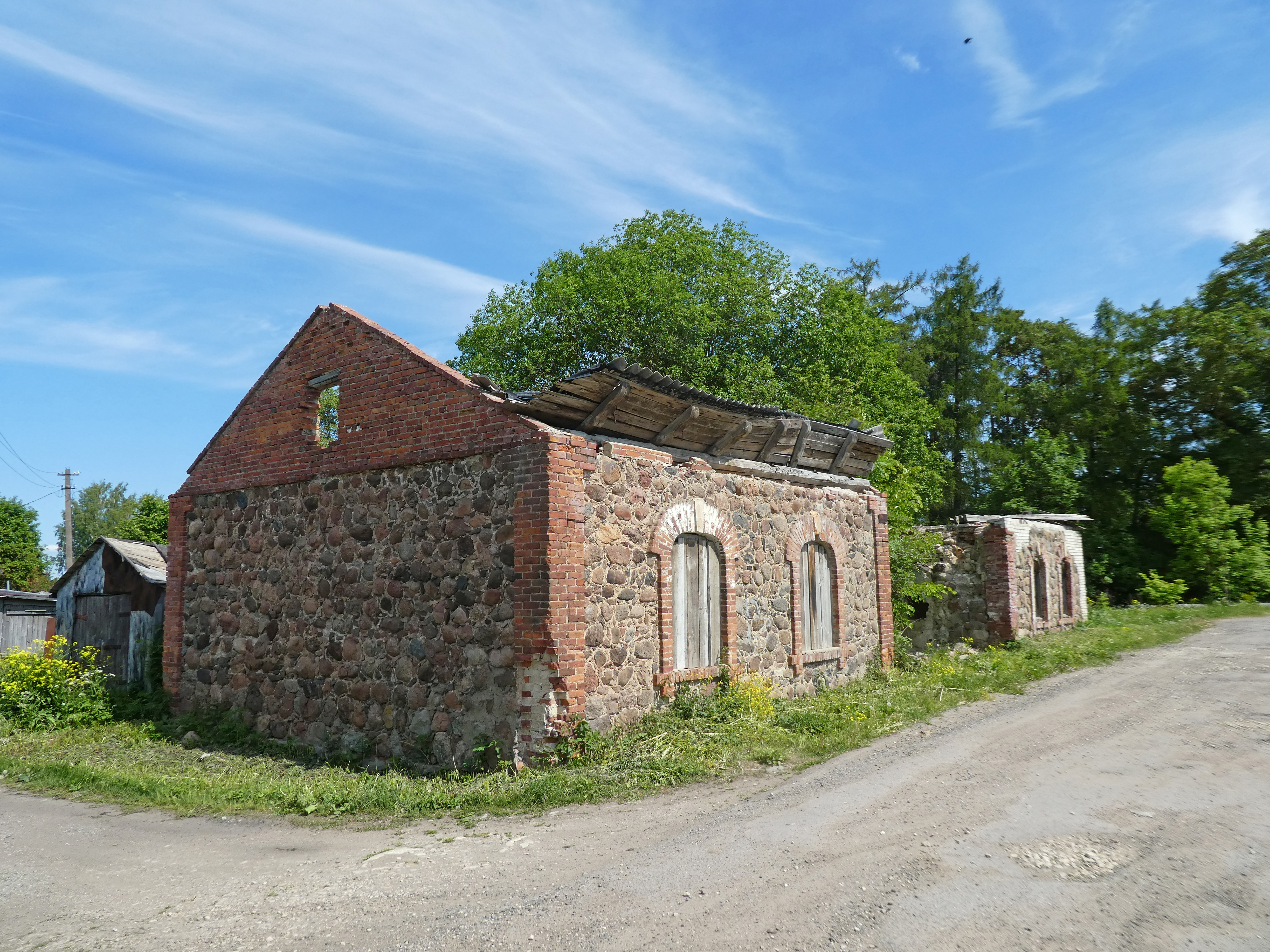
Усадьба Врангелей. Рига

## Известные жители
- Нуттунен, Мария Андреевна (1911—1965) — Герой Социалистического Труда, животновод
- Ряйзе, Евдокия Ивановна (1913—1985) — Герой Социалистического Труда, животновод
- Фокина, Анастасия Ивановна (1913—2010) — Герой Социалистического Труда, животновод[41]

## Улицы
Везиковская дорога, Молодёжная, Новая, Полевая, Сиреневый переулок, Смородиновая, Труда, Школьная, Южный переулок.